# Malý Polom
Malý Polom je hora v Moravskoslezských Beskydech na česko-slovenské hranici, 3,5 km jihozápadně od Horní Lomné. Na slovenské straně se k vrcholu Čuboňov rozkládá národní přírodní rezervace Malý Polom, chránící jedlobukové lesy. Na české straně převážně smrčina. Na vrcholu je geodetický bod.

## Přístup
Přístup je možný z více směrů:
- po červené hřebenovce od rozcestí Bílý Kříž směrem k východo-severovýchodu, která po necelých 4 km opustí hranici směrem do Česka, ale po hřebeni pokračuje hraniční pěšina, po které je to na vrchol 0,5 km.
- po modré značce z Horní Lomné na rozcestí Malý Polom, hřeben (4 km). Odtud je to na vrchol buď 300 m volným terénem nebo téměř 2 km po zmíněné červené značce na hraniční hřeben a dále po hraniční pěšině.
- po červené hřebenovce od Kolárovy chaty na Slavíči na rozcestí Malý Polom, hřeben (5 km).
- po modré značce ze Slovenska na hraniční hřeben, kde značka odbočuje doprava na východ a na druhou stranu pokračuje hraniční pěšina, po které je to na vrchol 1,5 km.

## Chráněné území
Jižní úbočí Malého Polomu a přilehlý hřeben jsou chráněné jako národní přírodní rezervace Malý Polom. Nachází se v katastrálním území obce Klokočov v okrese Čadca v Žilinském kraji. Území bylo vyhlášeno  v roce 1981 a má rozlohu 86,1 hektaru. Předmětem ochrany jsou zachovalá lesní společenstva typická pro vyšší polohy Západních Beskyd.